# 周源源
周源源（1970年—）是一位美国华人计算机科学家和企业家。

## 生平
1992年获得北京大学学士学位，2001年获得普林斯顿大学博士学位，师从李凯。之后进入日本电气美国公司任职。2002年加入伊利诺伊大学厄巴纳-香槟分校任教。2009年加入加州大学圣迭戈分校担任计算机工程系教授。此外还与他人先后联合创立过三家公司。

## 荣誉
- 2007年获得斯隆奖。[5]
- 2013年被选为美国计算机协会会士。[6][7]
- 2014年被选为电气电子工程师学会会士。[8][9]
- 2015年获得马克·维瑟奖[10]